# Josh van der Flier
Joshua Dirk van der Flier (* 25. dubna 1993, Wicklow) je ragbista hrající na pozici pravého rváčka za irskou reprezentaci a tým Leinster. 
V roce 2022 byl zvolen nejlepším ragbistou světa. S reprezentací v letech 2018, 2023 a 2024 vyhrál Six Nations. Reprezentační premiéru zažil v únoru 2016 proti Anglii v zápase Six Nations. V roce 2025 byl součástí Britských a Irských lvů.  
V sezoně 2015-16 byl vybrán do nejlepší sestavy roku PRO12.S klubem vyhrál v letech 2018 až 2021 PRO14. V sezóně 2024/25 se stal vítězem United Rugby Championship. V roce 2018 vyhrál Evropský pohár mistrů. V roce 2022 byl zvolen nejlepším hráčem Evropského poháru mistrů. Zároveň dokázal v sezoně 2022/23 položit v této soutěži nejvíce pětek (6).